# ホープ・ピム
ホープ・ピム（Hope Pym）は、マーベル・コミックから出版されるコミックブックに登場する架空のキャラクターである。
主流の世界観とは異なるMC2ユニバースのハンク・ピムとジャネット・ヴァン・ダインの娘であり、スーパーヴィランのレッドクイーン（Red Queen）として初登場した。
マーベル・シネマティック・ユニバースではホープ・ヴァン・ダイン（Hope van Dyne）というバージョンのキャラクターが登場する。

## 出版史
キャラクターはトム・デファルコとロン・フレンツによって創造され、『A-ネクスト』第7号（1999年4月）で初登場した。

## キャラクターのバイオグラフィ
両親の死後、ホープ・ピムとその双子のきょうだいのビッグマン（ヘンリー・ピム・Jr）はA-ネクストがアベンジャーズの「次世代」として世間に受け入れられつつあることに怒りを覚える。両親の遺産を利用して2人はスーパーヴィランチームのリベンジャーズを結成し、両親のセキュリティコードを使ってアベンジャーズ・マンションにアクセスする。2人がA-Nextを待ち伏せする際、ホープはアベンジャーズの正統な後継者であると感じたカサンドラ・ラングに襲い掛かった。最終的にはホープはマンションを爆破を試みるが、寸前のところでヘンリーに食い止められた。

## MCU版
マーベル・シネマティック・ユニバース（MCU）ではエヴァンジェリン・リリーが演じる。
本シリーズにおいての彼女は、父との確執があったことから母方の旧姓を名乗っている。日本語吹替は内田有紀が担当。
本項は、““アース616”（正史の宇宙）におけるホープ・ヴァン・ダインを主軸として表記する。

### キャラクター像
ハンク・ピムとジャネット・ヴァン・ダインの一人娘。
『アントマン』では“ピム・テック”会長として、『アントマン&ワスプ』以降は“ワスプ” （2代目）として登場する。
ピムとジャネットを深く敬愛していたが、7歳の頃である1987年、“S.H.I.E.L.D.”の職員であった両親の任務中、ジャネットはミサイルを無力化させるために原子レベルまで縮小したことで帰還できず、任務から戻ったピムから「ジャネットは飛行機事故で死んだ」と伝えられ、自身は寄宿舎学校に送られてピムと疎遠になるほど解消困難な確執が芽生えてしまい、長年しがらみを抱えた関係となっていた。そのため成人後、父の会社であるピム・テックに就職し、同社の会長となると取締役会でピムを会社から追放して、ダレン・クロスを新CEOに迎えてしまい、彼と仕事上でのパートナー関係となった。
クール且つ若干攻撃的な一面もあるほど勝気な性格の才媛だが、両親やスコット・ラング/アントマンなど心を許せる人物には気さくで開放的に接するなど、本質は人間性豊かな女性である。
ピムと和解して父娘の絆を取り戻し、スコットによってダレンが打倒されると、父から“ワスプ・スーツ マーク2”を託されてワスプ（2代目）となる。

### 能力
母が消息不明となった直後に父から受けた指導によって“ピム粒子”に関する技術に精通し、プロアスリート顔負けの優れた身体能力と武術も体得している。このため、スコットやピム以上にスーツの機能を使いこなし、並のマフィアを攪乱・圧倒し、超人的なヴィランとも互角以上に立ち回れるほどの高い戦闘能力を有している。FBIに一時逮捕された時も、隠し持っていたヘアピンを取り出して手錠を外し、脱走準備を始める手並みまで見せる。また、高いビジネスマネジメントも持ち、ピム・テック会長時代にその辣腕をふるっていた。

### 『ホワット・イフ...?』版
ホープ・ヴァン・ダイン / ワスプ（アース89521）
“アース89521”におけるホープ/ワスプ。正史の彼女と同様に量子世界から母のジャネットを連れ戻そうとして成し遂げたものの、ジャネットが“量子ウイルス”に感染していたことから、地球各地の人々をゾンビ化させてしまう遠因を生んでしまった。
“アース51825”でも、その宇宙におけるホープの存在がハンク・ピム/イエロージャケットに言及されている。

### ツール
ワスプ・スーツ マーク2（Wasp Suit Mark II）
かつて母のジャネットが装着していた女性用の特殊スーツである“ワスプ・スーツ”の発展型スーツ。ピム夫婦が1980年代に愛娘のホープのために密かに開発し、長年ピム邸の地下室の奥に秘蔵していた先進プロトタイプスーツをピム父娘が完成させたものである。紺色と燻んだ金色を基調とし、ピム粒子を放出させる赤のチューブが施され、胸部は蜂の顔面を意識したものとなっており、ブーツは上昇力を高めるものとなっている。アントマン・スーツ マーク3と同様にスーツ装着者を縮小・拡大させる機能と、装着者の頭脳を保護し昆虫とのコミュニケーション能力を増大をさせるヘルメットの首周りの後部への自動折り畳み・装備時の自動展開機能のほか、背部のコンパートメントから展開する羽アリの羽根を模した透明ファイバー製の羽根“バイオ・ウィング”で空中を時速200キロで飛行し、両手グローブにはブラストやピム粒子ディスク、グラップリングフック、ミサイルなどを発射する“スティンガー（Stingers）”まで装備され、アントマン・スーツに無い機能を複数持つスーツである。
ホープはこのスーツをソニー・バーチの一味やエイヴァ・スター/ゴーストとの戦いから本格的に装着・使用し、5年後のサノスの群勢との決戦にもこのスーツで参戦する。
アース89521におけるホープが着用するものは、アントマン・スーツと同様に巨大化機能も有する。
ピム粒子ディスク
アントマンやワスプの武器である、手裏剣のような形状の小型ディスク。ピム粒子を内蔵したこのディスクをぶつけられた物体や生き物は、そのサイズが縮小・拡大される。赤い縮小用のものと青い拡大用のものの2種類がある。
このほかにもホープは、スコットの訓練で“電磁パルス通信装置”を駆使し、ダレンと対峙した際には敵から取り上げたグロック17を持ち構えている。ワスプとして活動する際にバイオ・ウィングで飛行して移動するため専用のビークルは有していないが、アウディ・A3（3代目）をプライベートでの愛車としているほか、ピムのホットウィール・コレクションの数種類、ルイスの愛車の1972年式 フォード エコノラインなどを運転または乗車している。

### 各作品での活躍
『アントマン』
本作でMCU初登場。
物語前半において、ダレンが催した“イエロージャケット”のセールスプロモーション後に、このスーツの軍事転用の可能性に懸念を抱き、葛藤しながらピムと協力してダレンの研究活動を監視し、彼を阻止しようとする。しかしアントマン・スーツを受け継ぐ者が自分ではなく、窃盗犯のスコットであることに納得がいかず、彼を指導するように促すピムに苛立ち、スコットに対しても、スーツを盗んだことを地元警察に通報したり、渋々トレーナー役を引き受けてフラストレーションをぶつけるようにレクチャーを行ってしまう。
しかし娘のためにヒーローになろうと精一杯励むスコットの人となりを知り、彼の仲介で父の本心と母の真実を知り、ピムを許して和解。それ以降はピムを素直に「父さん」と呼び、これまで見下していたスコットを受け入れて友好的に接するなど、両者にとっていた態度が嘘のように一変し、スコットへの特訓も順調に進んでいった。
そして、ダレンのイエロージャケットの披露会の日、会場であるピム・テック本社屋のスコットが入手した“信号デコイ”をサーバーコンピュータに取り付け、ダレンの披露会本番に参加し、彼が本性を現すと乱戦となり、ピムを負傷させられてしまうが、スコットにイエロージャケットを持って立ち去ったダレンを追わせて、自身はピムと共にピム・テック本社屋の爆破を見届けた。
物語のラストでは、ダレン打倒後に“量子世界”から生還できたことを知らせるスコットといつの間にか親密な仲になったことを匂わせる様子を見せ、ピムからジャネットと共に開発していたワスプ・スーツの新型を仕上げて託すことを約束されて微笑む。
『アントマン&ワスプ』
本作においてピムとは、笑顔でスキンシップも交わせる父娘としての関係に戻っており、スコットとも彼がドイツでスティーブ・ロジャース/キャプテン・アメリカに加担する直前までは非常に良好な関係を築いていたらしく、2年ぶりに再会すると、当初は呆れたような毒舌もあったが、早いうちに態度を軟化させた。戦闘においては全くと言っていいほど苦戦することなくスコット以上に活躍するほか、スーツの機能に振り回されているスコットや、彼に茶々を入れるピムを傍らで面白がったり、起動させた“量子トンネル”が停止しかけると慌てたり、スコットが巨大化したまま海中に沈んだ時には捨て身で救出し、彼が息を吹き返すと喜んでキスまで交わすなど、ストレートに感情表現することが多い。また、髪型もボブカットからセンター分けのセミロング、若しくはポニーテールとオールバックに変わっている。
ダレン打倒後にジャネットを量子世界から救い出すため、ピムと2人で量子トンネルの開発を進めていたが、スコットの過失のせいでFBIに追われることになり、父と共に潜伏生活を余儀なくされていた。
そこへスコットからの連絡が入り、FBIに気付かれないよう彼の在宅を偽装して、連れ出したスコットから彼がジャネットとリンクしたことを知らされると、彼を巻き込んでピムと行動をはじめ、レストラン“ウィ”でバーチの一味を蹴散らして“量子スタビライザー”を入手するも、エイヴァに“モバイル研究所”ごと奪われ、それらを取り戻すためにビル・フォスターが教鞭をとる大学やキャシーが通う小学校、エイヴァの屋敷まで各所を渡り歩き、一時はエイヴァとビル・フォスターに捉われたり、FBIに逮捕されたこともあったが、ピムとの連携やスコットの助力などで危機を脱し、ジャネットとコンタクトをとることに成功した。
そしてサンフランシスコ市内でのバーチの一味やエイヴァとのカーチェイスと格闘戦の末、ピムが量子世界から連れ帰ったジャネットと再会を喜び合い、地元警察とFBIの追跡も振り切った。その事後はスコットやキャシーと映画を楽しみ、エイヴァの治療目的で“量子ヒーリング粒子”の採取のために、親娘3人でスコットを量子世界へ再突入させるが、サノスが発生させた“デシメーション”により、両親と共に塵と化して消滅してしまう。
『アベンジャーズ/エンドゲーム』
本作では“デシメーション”から5年もの間消滅したままだったが、“アベンジャーズ”の尽力により復活。クライマックスにおける2014年からタイムトラベルしてきたサノスの群勢との決戦時に、戦地と化した“アベンジャーズ・コンパウンド”跡地に多数のゲートウェイが開いた際に、縮小サイズから元のサイズに戻る形で登場し、アベンジャーズに参戦。
大乱闘の中スコットと再会すると、2人で6つの“インフィニティ・ストーン”を元の時代に返すために、量子トンネルを再起動させようとしたほか、“ナノ・ガントレット”を量子トンネルへ運ばせるために多くの女性ヒーローたちとも共闘。特にペッパー・ポッツ/レスキューやシュリとは、サノスを吹き飛ばす連携攻撃も披露した。
トニー・スターク/アイアンマンによってサノスの群勢が消滅し、戦いが終わると、スコットやキャシーと3人で夜空を見上げ、後日スコットや復活した両親と共に、トニーの葬儀に参列する。
『ホワット・イフ...?』
シーズン1
第3話では、アース51825のホープがS.H.I.E.L.D.のエージェントとして殉職したことが言及され、このことがピムのニック・フューリー（アース51825）に対する怨恨の一端となった。
第5話
アース89521におけるホープが登場。地球各地でゾンビ・パンデミックを引き起こしてしまった自責の念から、ゾンビ化を免れたピーター・パーカー/スパイダーマンたちと共闘して、事態の収束に努める。
『アントマン&ワスプ:クアントマニア』

## 他のメディア

### テレビ
- 『アベンジャーズ・アッセンブル』にはホープ・ヴァン・ダインのワスプが登場し、カリ・ウォールグレンが声優を務めた[17][18]。
- ディズニーXDの短編アニメ『Ant-Man』はホープ・ヴァン・ダインのワスプが登場し、メリッサ・ラウシュが声優を務めた[19]。

### テレビゲーム
- 『LEGO マーベル アベンジャーズ（英語版）』にはホープ・ヴァン・ダインとワスプのMCUバージョンがDLCのプレイアブル・キャラクターとして登場する[20]。
- 『MARVEL オールスターバトル（英語版）』、『MARVEL ストライクフォース（英語版）』、『マーベル・パズルクエスト（英語版）』、『Marvel Avengers Academy』にMCUバージョンのワスプが登場する[21]。